# Diritti LGBT nelle Comore

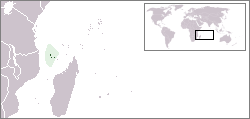

Le persone lesbiche, gay, bisessuali e transessuali (LGBT) nelle Comore devono affrontare sfide legali non sperimentate dagli altri residenti non-LGBT. L'attività sessuale tra persone dello stesso sesso sia maschile sia femminile è del tutto illegale nel paese. Le persone LGBT sono quindi perseguitate per legge e non godono di nessuna protezione.

## Leggi riguardanti l'omosessualità
L'omosessualità, sia maschile che femminile, è illegale alle Comore. L'articolo 300 del nuovo Codice Penale del 2020 stabilisce che "Qualsiasi atto di natura sessuale contrario alla morale o contro natura sarà punito con una pena da sei mesi a due anni e una multa da 100.000 a 300.000 franchi".
In precedenza, il Codice penale del 1982 stabiliva che tali atti erano puniti con la reclusione fino a cinque anni e una multa da 50.000 a 1.000.000 di franchi.

## Riconoscimento delle relazioni tra persone dello stesso sesso
Non vi è alcun riconoscimento dei diritti legali per le coppie formate da persone dello stesso sesso.

## Protezioni dalle discriminazioni
Non esiste alcuna tutela legale contro la discriminazione basata sull’orientamento sessuale o sull’identità di genere. Il Codice del Lavoro (2012) non prevede tutele per le persone LGBT.

## Condizioni di vita
La relazione sui diritti umani del Dipartimento di Stato degli Stati Uniti del 2010 ha rilevato che "le persone omosessuali non rivelano pubblicamente il loro orientamento sessuale a causa delle pressioni sociali. Non ci sono organizzazioni lesbiche, gay, bisessuali e transgender nel paese."

## Tabella riassuntiva
| Attività e relazioni sessuali legali                         | (punibile fino a 5 anni di carcere) |
| Parità dell'età di consenso                                  | No                                  |
| Leggi anti-discriminazione sul lavoro                        | No                                  |
| Leggi anti-discriminazione nella fornitura di beni e servizi | No                                  |
| Leggi anti-discriminazione in tutti gli altri settori        | No                                  |
| Matrimonio egualitario                                       | No                                  |
| Unione civile                                                | No                                  |
| Adozione                                                     | No                                  |
| Autorizzazione a prestare servizio nelle forze armate        |                                     |
| Diritto di cambiare legalmente sesso                         | No                                  |
| Surrogazione di maternità                                    | No                                  |
| Permessa la donazione di sangue per le persone omosessuali   | No                                  |